# Dianella nigra
Dianella nigra là một loài thực vật có hoa trong họ Thích diệp thụ. Loài này được Colenso miêu tả khoa học đầu tiên năm 1884.